# Campus salinarum
Campus salinarum o salinensis (in italiano "campo delle saline") è il toponimo latino con il quale nell'antichità erano chiamate le vaste saline esistenti alla foce del Tevere, sulla sponda destra, all'incirca nel luogo oggi occupato dall'Aeroporto Internazionale Leonardo da Vinci sito nel comune di Fiumicino.

## Storia
Le saline, le principali dell'Italia centrale, rifornivano di sale Roma, i centri dell'Etruria meridionale, del Latium vetus e di molti territori appenninici.
Esistenti almeno dal IX secolo a.C., furono controllate dapprima dalla città etrusca di Veio ma, secondo la tradizione, furono conquistate dai Romani guidati da Romolo già nella seconda metà dell'VIII secolo a.C..
Sotto il regno di Anco Marzio, nei suoi pressi vi si svolse uno scontro tra Romani e Veienti, che vide i primi uscirne vincitori.
Le saline erano collegate a Roma tramite la via Campana (che dal Campus deriva il nome) e da qui il prodotto era esportato nel resto dell'Italia centrale per mezzo della via Salaria.